# Eporectis phenax
Eporectis phenax är en fjärilsart som beskrevs av Edward Meyrick 1902. Eporectis phenax ingår i släktet Eporectis och familjen nattflyn. Inga underarter finns listade i Catalogue of Life.